# Szurpiki
Szurpiki (biał. Шурпікі; ros. Шурпики) – wieś na Białorusi, w obwodzie witebskim, w rejonie postawskim, 4 km na południowy zachód od centrum Postaw. Wchodzi w skład sielsowietu Juńki.

## Historia
W 1870 roku wieś leżała w wołoście Postawy, w powiecie dziśnieńskim guberni wileńskiej Imperium Rosyjskiego. Znajdowała się w majątku Postawy, należącym do hrabiego Tyzenhauza. 
Wieś została prawdopodobnie opisana w Słowniku geograficznym Królestwa Polskiego jako "Szurniki". Z opisu wynika, że w 1892 roku leżała w okręgu wiejskim i gminie Postawy w powiecie dziśnieńskim.
W dwudziestoleciu międzywojennym wieś leżała w granicach II Rzeczypospolitej w gromadzie Baranowicze, w gminie wiejskiej Postawy, w powiecie postawskim, w województwie wileńskim. Jej mieszkańcy podlegali pod rzymskokatolicką parafię Niepokalanego Poczęcia NMP w Postawach.
Według Powszechnego Spisu Ludności z 1921 roku zamieszkiwały tu 102 osoby, wszystkie były wyznania prawosławnego i zadeklarowały białoruską przynależność narodową. Było tu 17 budynków mieszkalnych. W 1931 w 17 domach zamieszkiwały 73 osoby.
Miejscowość podlegała pod Sąd Grodzki w Postawach i Okręgowy w Wilnie; właściwy urząd pocztowy mieścił się w Postawach.
W 1938 roku miejscowość należała do gromady Baranowicze gminy Postawy.
Po agresji ZSRR na Polskę w 1939 roku wieś znalazła się w granicach BSRR. W latach 1941–1944 była pod okupacją niemiecką. Następnie leżała w BSRR. Od 1991 roku w Republice Białorusi.